# Cyanophosphaéthyne
Le cyanophosphaéthyne est un composé chimique instable de formule N≡C–C≡P. Il peut être obtenu dans un environnement gazeux dilué et a peut-être été observé dans le milieu interstellaire. La molécule présente une géométrie linéaire (symétrie moléculaire C∞v). Ses autres isomères tels que l'isocyanophosphapropyne C≡N–C≡P, l'azaphosphadicarbone C≡C-N≡P et l'isocyanophosphavinylidène N≡C–P=C n'ont pas été observés.

## Synthèse
Le cyanophosphaéthyne peut être obtenu en chauffant de l'azoture de cyanogène (en) N≡C–N=N+=N− et du phosphaéthyne HC≡P gazeux à 700 °C :
N≡C–N=N+=N− (en) + HC≡P ⟶ N≡C–C≡P + HN3.
Une autre méthode consiste à chauffer de l'acétonitrile N≡C–CH3 anhydre avec du trichlorure de phosphore PCl3 anhydre :
N≡C–CH3 + PCl3 ⟶ N≡C–C≡P + 3 HCl.

## Propriétés
La molécule présente un moment dipolaire de 3,5 D, ce qui facilite sa détection par certains types de spectroscopie par rapport à d'autres molécules phosphorées. La longueur des liaisons C≡N est de 115,9 pm, C–C de 137,8 pm et C≡P de 154,4 pm.